# Schauenburg (schweizerisches Adelsgeschlecht)

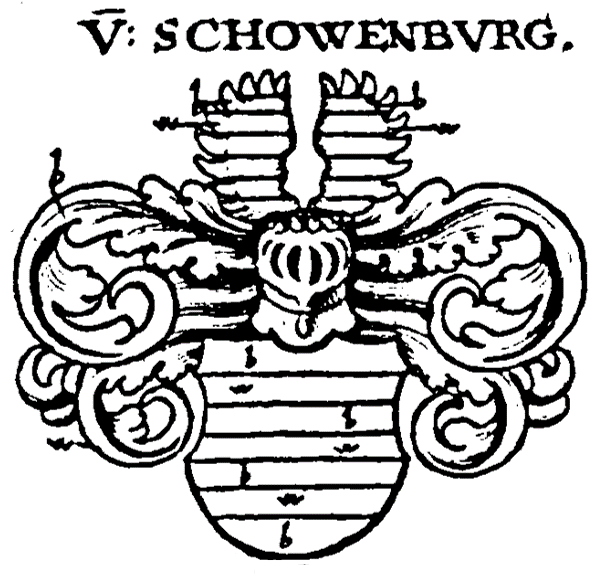
Wappen derer von Schauenburg (Schowenburg) in Siebmachers Wappenbuch

Schauenburg, in einer Linie auch Rheinfelden bzw. Truchsess von Rheinfelden, ist der Name eines erloschenen Schweizer Adelsgeschlechts aus dem Raum Liestal.

## Geschichte

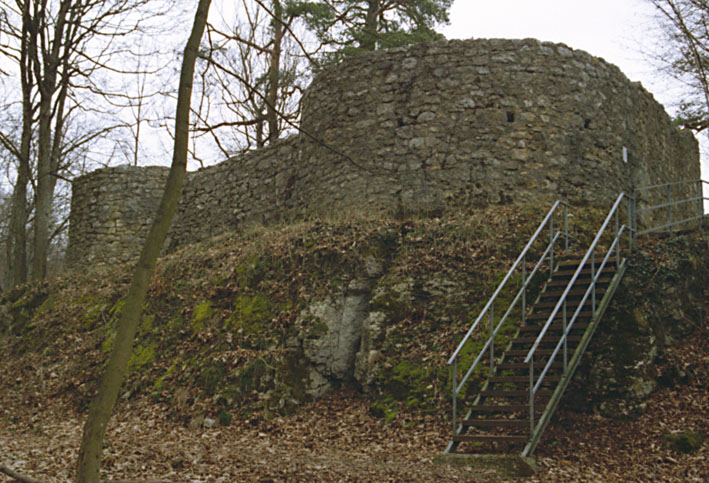
Ruine Alt-Schauenburg

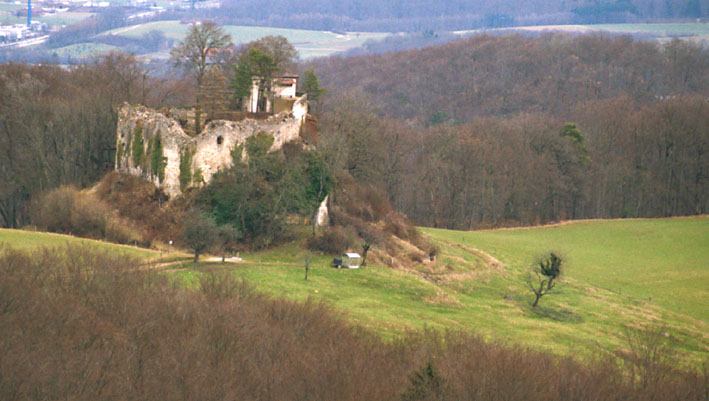
Ruine Neu-Schauenburg

Die Stammburg der Schauenburger war die (neuere der beiden Schauenburgen) Alt-Schauenburg bei Frenkendorf.
Ob das Geschlecht bereits die ältere, wohl schon im 11. Jahrhundert erbaute Neu-Schauenburg bewohnte, ist nicht belegt. Die von Schauenburg ersetzten diese im 13. Jahrhundert durch den Bau der (neueren) Alt-Schauenburg und waren Lehensleute der Grafen von Frohburg. Möglicherweise war ihre ursprüngliche Stammburg die in Sichtweite gelegene Burg Altenberg, die um 1000 erbaut und bereits kurz vor 1100 aufgegeben wurde und deren Ländereien im Spätmittelalter nachweisbar den Herren von Schauenburg gehörten.
Aus der Linie der Familie, die in Rheinfelden lebte, sind der Ratsherr Berchtold (urkundlich 1272–1296), sowie Walter (urkundlich 1273–1277) und Heinrich (urkundlich 1296) belegt. Sie nannten sich Truchsess von Rheinfelden und waren im 13. Jahrhundert Ministeriale der Herzöge von Zähringen.
Ritter Hugo von Schauenburg, erstmals erwähnt 1323, verkaufte 1355 mit seinen Söhnen Graf Johann von Frohburg Twing und Bann zu Füllinsdorf, die dieser als Lehen innehatte. Der Edelknecht Heinrich von Schauenburg und sein Vetter, Ritter Johann von Schauenburg, tauschten 1337 ihre Güter in Füllinsdorf, Giebenach, Nuglar, Reigoldswil, Sissach, Itkon, Böckten, Augst, Titterten und Pratteln.
Die Neu-Schauenburg wurde nach dem Basler Erdbeben 1356 wieder in Stand gesetzt, während die Alt-Schauenburg aufgegeben wurde. Dies führte dazu, dass die ältere Anlage den Zusatz „neu“ erhielt (neu = in Betrieb). Doch starben die Schauenburger dann, gegen Ende des 14. Jahrhunderts (spätestens 1385), aus. Die letzten des Mannesstammes waren Hugos Söhne Hanmann und Hug, die 1363 bzw. 1367 letztmals urkundlich erwähnt werden. Die Burg ging – eventuell durch Erbschaft – zunächst an das ritterbürtige Geschlecht Vitztum.

## Wappen
- Blasonierung des Stammwappens derer von Schauenburg: In Silber drei oder mehr blaue Balken. Auf dem Helm mit blau-silbernen Decken ein offener Flug gezeichnet wie der Schild.
- Blasonierung des Wappens der Truchsess von Rheinfelden: In Silber drei oder mehr blaue Balken. Auf dem Helm mit blau-silbernen Decken eine Scheibe, gestürztes Feh mit vier roten Balken überdeckt enthaltend (alternativ ein Pfauenfederbusch belegt mit roten Rosen).[3] Teilweise wird der Schild auch schwarz-silbern oder blau-golden dargestellt.[4]

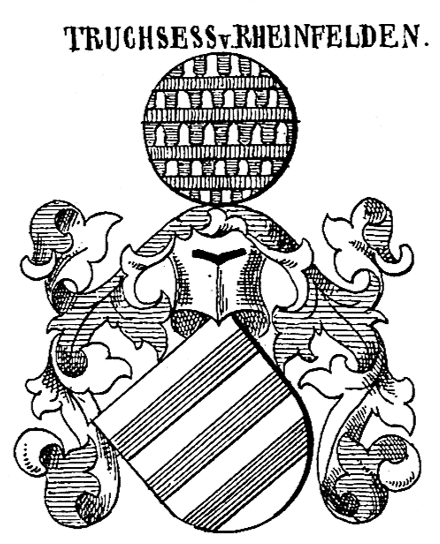
Wappen der Truchsess von Rheinfelden I
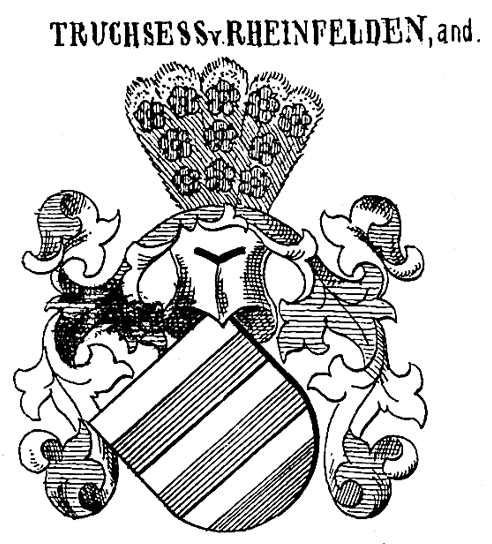
Wappen der Truchsess von Rheinfelden II
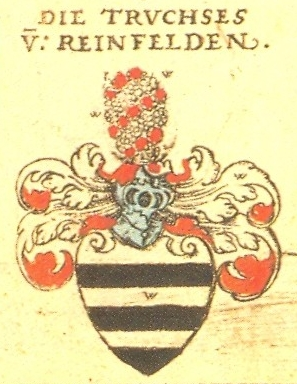
Wappen der Truchsess von Rheinfelden